# Willy Kernen
Wilhelm ("Willy") Kernen (La Chaux-de-Fonds, 6 augustus 1929 – 12 november 2009) was een Zwitsers voetballer.

## Carrière
De verdediger, bijgenaamd Pioncet, speelde voor FC La Chaux-de-Fonds van 1950 tot 1962. Zijn club werd in die periode tweemaal landskampioen en won vijfmaal de Zwitserse voetbalbeker. Op zijn tiende trad hij toe tot de juniorensectie van de club, op zijn zestiende maakte hij zijn debuut in het eerste elftal, evenals Charles Antenen. Hij beëindigde zijn spelerscarrière in 1966.
Kernen kwam ook 41 keer uit voor de Zwitserse nationale ploeg en nam onder meer driemaal deel aan het WK voetbal (1950, 1954 en 1962). Zijn eerste internationale wedstrijd op 15 oktober 1950 tegen Nederland was een van de meest spectaculaire uit de geschiedenis: een 7-5 overwinning ten overstaan van 23.000 toeschouwers in het tot de laatste plaats bezette Basler Rankhof. Hoogtepunt van zijn carrière was het WK voetbal 1954 in eigen land, waar hij een belangrijke rol speelde in het strijdplan van bondscoach Karl Rappan. Een ander hoogtepunt was de 3-1 uitoverwinning op 21 november 1956 in Frankfurt tegen de regerend wereldkampioen Duitsland.

## Erelijst
FC La Chaux-de-Fonds
- Zwitsers landskampioen

1954, 1955
- Zwitsers bekerwinnaar

1951, 1954, 1955, 1957, 1961